# Litva
Litva (1891-ig Litava, szlovákul: Litava) község  Szlovákiában, a Besztercebányai kerületben, a Korponai járásban.

## Fekvése
Korponától 13 km-re délkeletre, a Litva-patak felső folyása mentén fekszik.

## Története
A falu neve germán eredetű víznév (Litah), szláv közvetítéssel kerülhetett a magyarba.
A falu első birtokosai a Hont-Pázmány nemzetség bozóki ágának tagjai voltak. A települést 1135-ben említik először abban az okiratban, melyben akkori birtokosa, egy Zaka nevű nemes két ekényi földet és kilenc embert adott a bozóki premontrei apátságnak. A középkorban a jelentősebb települések közé tartozott. Plébániatemploma már a 12. században állt, és a környék kulturális és közösségi központja volt. A hagyomány szerint a vesztes muhi csata után erre menekültek IV. Béla katonái az üldözők elől. Erre utal a falu feletti kút Belakovka neve. A század második felében a falu urai építették fel a Litva-patak kanyarulata felett emelkedő hegyen Haradnok (később Csábrág) várát. A falutól nyugatra emelkedő Várta-hegyen a török időkben állandó őrség állomásozott, hogy figyelmeztesse a környék népét a közelgő veszélyre.
A falunak a 15. században vámszedő joga, 1496-tól saját vízimalma volt. A kuruc háborúk során a falu elpusztult. 1715-ben 24 háza állt. 1828-ban 108 házában 650 lakos élt. A falu lakói mezőgazdasággal, napszámos munkákkal, favágással, fafaragással, csipkeveréssel, szövéssel foglalkoztak.
Vályi András szerint "LITAVA. Tót falu Hont Várm. földes Ura a’ Tudományi Kincstár, lakosai katolikusok, fekszik Szuhány mellett, és az Bozóki uradalomba tartozik, határja középszerű, szorgalmatos munka után jól terem, réttye is középszerű, erdeje, legelője jó, patakján malma hasznos, benne sok, és jó ízű rákok vagynak."
Fényes Elek szerint "Littava, tót f., Honth vmegyében, a bozóki uradalomban, erdős hegyek között: 652 kath. lak. Kath. paroch. templom. Sovány köves határ. Juhtenyésztés. Sok erdő. Ut. posta Selmecz."
A trianoni békeszerződésig Hont vármegye Korponai járásához tartozott.

## Népessége
| Év:            | 1994. | 2004.   | 2014.   | 2024.   |
| -------------- | ----- | ------- | ------- | ------- |
| Emberek száma: | 822   | 809     | 768     | 727     |
| Eltérés:       |       | -1,58 % | -5,06 % | -5,33 % |

| Év:            | 2023. | 2024.   |
| -------------- | ----- | ------- |
| Emberek száma: | 738   | 727     |
| Eltérés:       |       | -1,49 % |

1910-ben 860, túlnyomórészt szlovák lakosa volt.
2001-ben 818 lakosából 769 szlovák volt.
2011-ben 782 lakosából 754 szlovák.

## Nevezetességei
- Antiochiai Szent Margit tiszteletére szentelt, római katolikus temploma a 14. század első felében épült a korábbi templom alapjain, gótikus stílusban. 1780 és 1788 között a templomhajót újjáépítették, majd 1851-ben az egész templomot megújították. Keresztelőmedencéje román-gótikus stílusú.
- A falu 19. századi kőházai a népi építészet szép példái.

## Külső hivatkozások
- Községinfó
- Litva Szlovákia térképén
- Regionhont.sk
- E-obce.sk Archiválva 2008. február 19-i dátummal a Wayback Machine-ben